# Megaselia metatarsalis
Megaselia metatarsalis är en tvåvingeart som beskrevs av Borgmeier 1969. Megaselia metatarsalis ingår i släktet Megaselia och familjen puckelflugor. Inga underarter finns listade i Catalogue of Life.